# NGC 710
NGC 710 é uma galáxia espiral (Sc) localizada na direcção da constelação de Andromeda. Possui uma declinação de +36° 03' 12" e uma ascensão recta de 1 horas, 52 minutos e 54,0 segundos.
A galáxia NGC 710 foi descoberta em 12 de Agosto de 1863 por Heinrich Louis d'Arrest.